# Miliuša
Miliuša je potok v Litvě, v Žemaitsku, pravý přítok řeky Šešuvis. Pramení na severním okraji vsi Šiauriškiai, 8,5 km na východ od krajského města Tauragė. Teče velikým obloukem, který počíná směrem severním přes směr západní a končí u soutoku směrem jihovýchodním, nedaleko od pramene, 2 km na jihozápad od obce Kunigiškiai. Přes řeku vede most silnice Tauragė - Eržvilkas. Do Šešuvisu se vlévá jako jeho pravý přítok 21,5 km od jeho ústí do řeky Jūra.

## Přítoky
- Levý:

| Hydrologické pořadí | Řeka      | Délka (km) | Povodí (km²) | Vzdálenost od ústí (km) | Ústí kde   | Koordináty ústí |
| ------------------- | --------- | ---------- | ------------ | ----------------------- | ---------- | --------------- |
| 16010918            | Miliušėlė | 2,6        | 3,8          | 5,4                     | Bernotiškė |                 |